# Robin Reid (Radsportler)
Robin Neil Reid (* 16. Dezember 1975 in Invercargill) ist ein ehemaliger neuseeländischer Radrennfahrer, der heute im Triathlon aktiv ist.

## Werdegang
1996 wurde Robin Reid neuseeländischer Meister im Straßenrennen.
2001 gewann er die zweite Etappe bei der Tour of Wellington. Seit 2003 fährt er für das chinesische Marco Polo Cycling Team. In seinem ersten Jahr dort konnte er ein Teilstück bei der Tour of Southland für sich entscheiden.
Ein Jahr später gewann er die vierte Etappe und das Zeitfahren bei der Tour of Wellington und 2005 wurde er neuseeländischer Zeitfahrmeister.
Robin Reid ist liiert mit der für Neuseeland startenden deutschen Profi-Triathletin Britta Martin.
Er startet seit einigen Jahren ebenfalls bei Triathlons und seine persönliche Bestzeit stellte er im Juli 2014 beim Challenge Roth mit 8:54 Stunden (Platz 18) auf.

## Sportliche Erfolge
1996
- – Straßenrennen

2002
- New Zealand Cycle Classic

2005
- – Einzelzeitfahren

2007
- Tour of Pakistan

2012
- Benchmark Homes Tour

## Teams
- 2003–2006 Marco Polo Cycling Team
- 2007 Discovery Channel-Marco Polo Team

- 2014 Scotty Browns-Vision Systems